# Am Schiffbleek 11a (Quedlinburg)

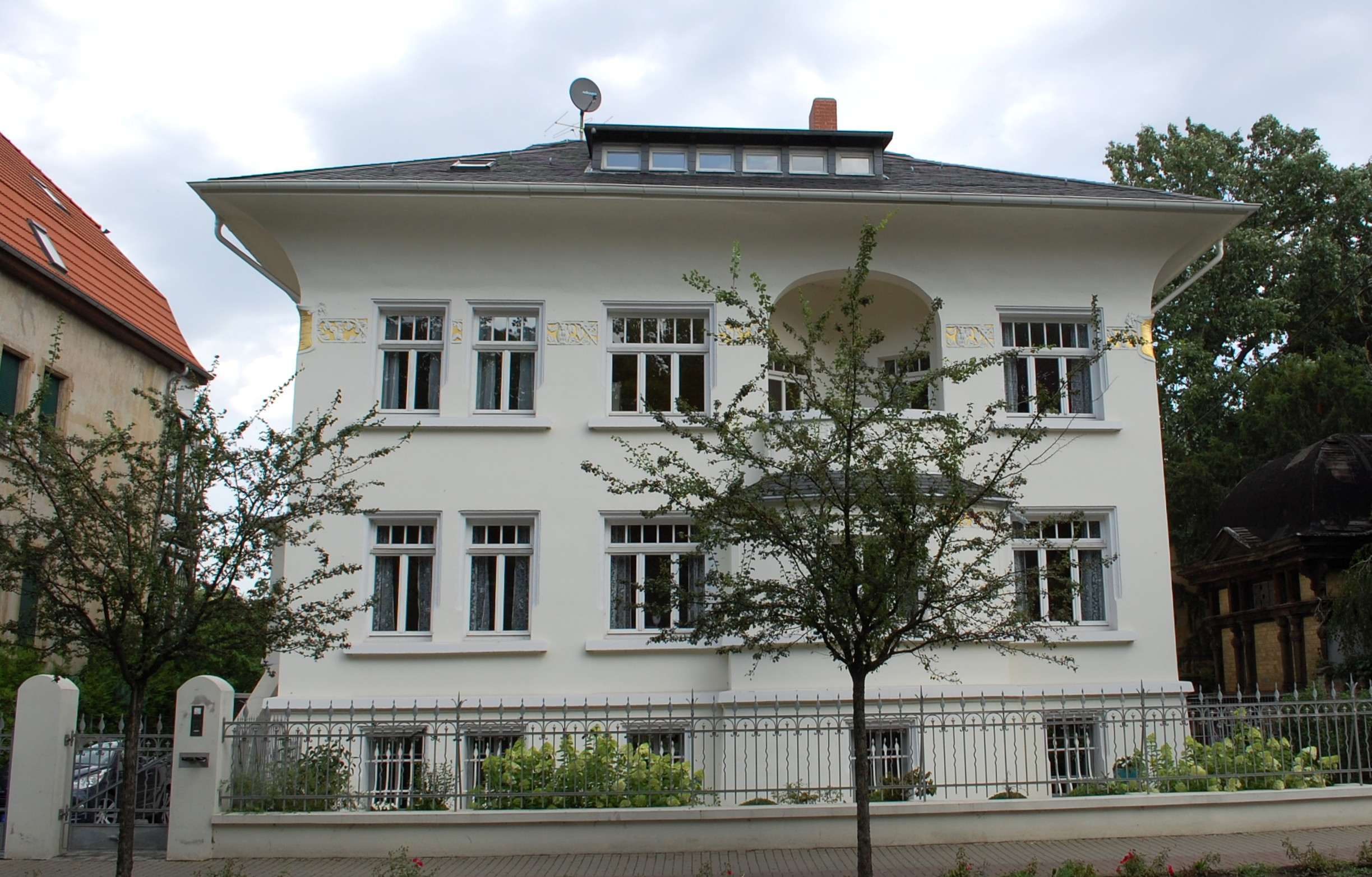
Villa Am Schiffbleek 11a

Das Haus Am Schiffbleek 11a ist ein denkmalgeschütztes Gebäude in der Stadt Quedlinburg in Sachsen-Anhalt.
Die Villa befindet sich südlich der historischen Quedlinburger Altstadt an der Nordseite der Straße Am Schiffbleek. Sie ist im Quedlinburger Denkmalverzeichnis eingetragen.

## Architektur und Geschichte
In den Jahren 1905/1906 bauten die Halberstädter Architekten A. Weichel und Fritz Reichel die zweigeschossige Villa für den königlichen Rentmeister R. Weser. Der auffällige Bau vereinigt eine künstlich wirkende Asymmetrie mit einem im Übrigen modern ausgeführten Bau. Die Fassade ist im Jugendstil gehalten und zeigt ungewöhnliche Verzierungen.
Die Grundstücksumzäunung nimmt die Gestaltung des Hauses auf. 